# ملعب ريكو
ملعب ريكوه (بالإنجليزية: Ricoh Arena)‏ (يعرف عادة بالريكوه) هو ملعب في حي روليز غرين في مدينة كوفنتري، إنجلترا، حيث يتسع لجلوس 32,609 حينما يتم استخدامه لمباريات كرة القدم. يعتبر الملعب الرئيسي الذي يخوض فيه نادي مدينة كوفنتري مبارياته المنزلية. يوجد داخل الملعب قاعة مساحتها 6,000 متر مربع، فندق ونادي للترفيه. اسم الملعب يدل على الرعاية من قبل شركة يابانية تدعى ريكوه التي وقعت اتفاق لحقوق التسمية يمتد لعشر سنوات. أثناء دورة الألعاب الأولمبية الصيفية 2012 وكأس العالم للرغبي 2015 واللتان تستضيفهما بريطانيا ستكون رعايات التسمية ممنوعة وسيعرف الملعب بملعب مدينة كوفنتري.
تم افتتاح الملعب رسمياً من قبل ديم كيلي هولمز ووزير الرياضة ريتشارد كابورن يوم 24 فبراير 2007 لكن تم البدأ بأعمال البناء في 2005.

## وصلات خارجية
- معلومات عن الملعب من موقع مدينة كوفنتري الرسمية
- صور حديثة للملعب